# Melaenornis brunneus
Melaenornis brunneus е вид птица от семейство Мухоловкови (Muscicapidae).

## Разпространение
Видът е ендемичен за Ангола.